# Gozdna železnica pri Radečah
Gozdna železnica pri Radečah je bila prometna pot za prevoz lesa in oglja izpod naselja Počakovo po dolini potoka Glažuta do naselja Jagnjenica v občini Radeče.
Na prostoru, kjer danes stoji tovarna papirja v Radečah so v preteklih stoletjih obratovale vodne žage in fužine. Za oskrbo proizvodnih obratov z lesom in ogljem so zgradili okoli 3,5 km dolgo gozdno železnico s tirno širino 96 cm. Proga se je pričela pri sotočju potokov Sopote in Glažute pri Jagnjenici ter potekala po dolini med hriboma Jatna in Svibno ob potoku Glažuta proti naselju Počakovo.
Proga je imela po vsej dolžini rahel padec. Delavci so prazne tovorne vagončke s konji vlekli v gozd do zgornje postaje. Tu je bilo večje skladišče oglja in lesa, ter kopišče za kuhanje oglja. Naloženi vozički so se od zgornje postaje samotežno spuščali do konca proge, kjer je stala manjša žaga na vodni pogon in glažuta.Tu so proizvajali tudi pepeliko, belo praškasto snov, ki se uporablja pri proizvodnji stekla.
Od Jagnjenice so les in oglje do Radeč vozili z vprežnimi vozovi. Ko so bili gozdovi izsekani so žage,fužene in glažuto v Jagnjenici opustili in prenehali s proizvodnjo. Proizvodnja stekla se je preselila v Hrastnik. Na prostoru, kjer je v Radečah stala vodna žaga pa so postavili mlin za papir in kasneje tovarno papirja, ki deluje še danes. Takrat so ukinili tudi gozdno železnico in jo podrli. Po pisanih virih naj bi gozdna železnica obratovala od leta 1870 do prehoda med 19. in 20. stoletjem.
Na prostoru, kjer danes stoji tovarna papirja Radeče (to je v Njivicah) je bila v 16. stoletju fužina, ki pa je obratovala samo od leta 1583 do 1595, ko je pogorela. (Torej nobena žaga!)
Izraz mlin za papir ni pravilen (direktni prevod iz nem.: Papiermühle). Pravilno je papirnica (z ročno izdelavo papirja). Uporaba termina »papirnica« tudi v cerkvenih maticah radeške cerkve!
Vir: Darko Cafuta: Začetek radeške papirnice, Kronika, časopis za slovensko krajevno zgodovino, 34, 1986 